# 볼루시아누스

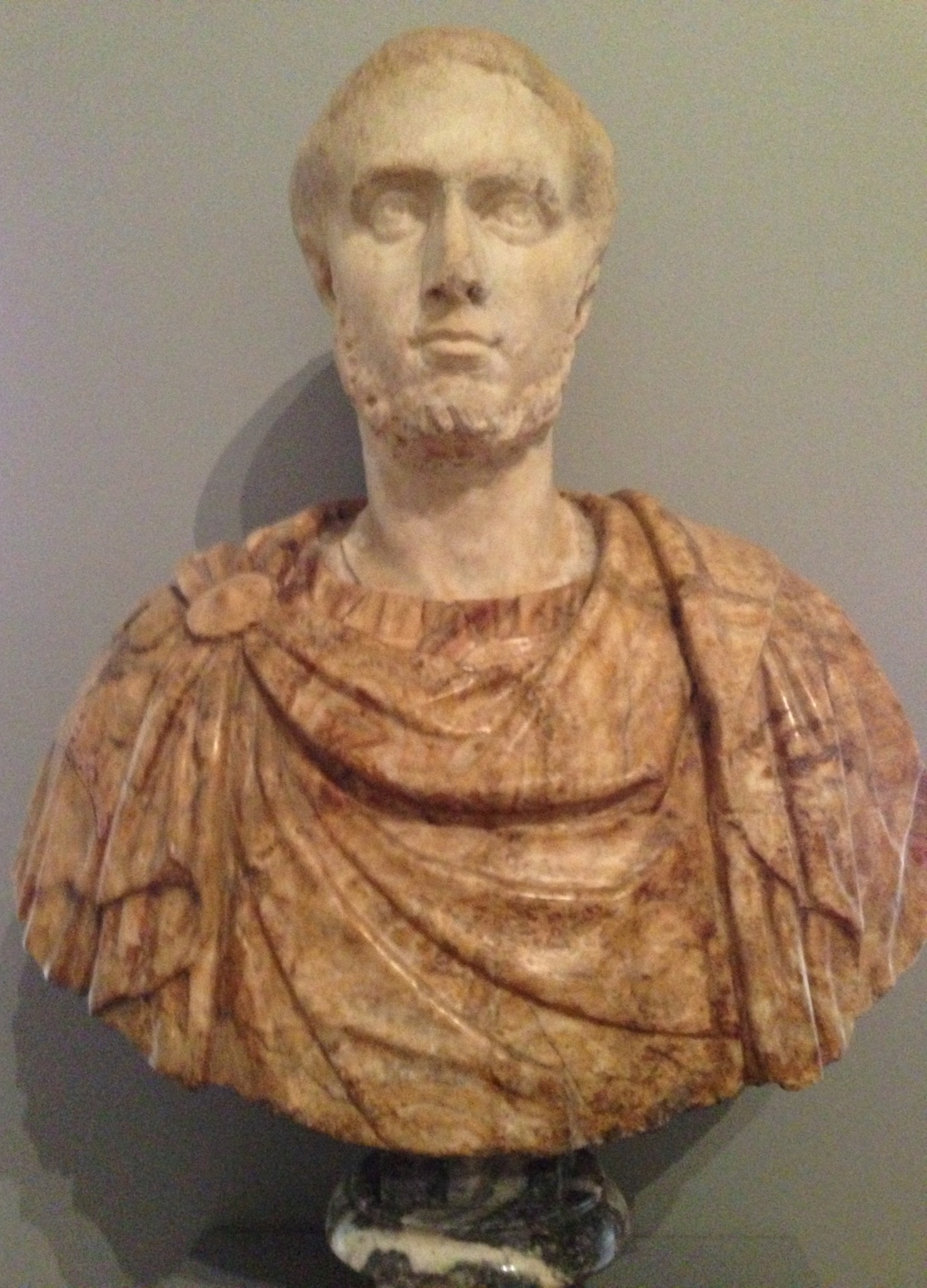

볼루시아누스(Volusianus, 본명: 가이웃, 비비우스 볼루시아누스, Gaius Vibius Volusianus, 151년 8월 경 ~ 253년 8월)는 아버지 트레보니아누스 갈루스와 함께 251년부터 253년까지 통치한 로마 황제이다.
251년 6월 데키우스 황제와 그의 아들이자 공동 통치자인 헤렌니우스 에트루스쿠스가 전투에서 사망한 후, 트레보니아누스 갈루스는 군단에 의해 현장에서 황제로 선출되었다. 갈루스는 데키우스의 둘째 아들 호스틸리아누스를 아우구스투스 (칭호)(공동 황제)로 키우고 볼루시아누스를 카이사르로 높였다. 251년 7월이나 8월에 호스틸리아누스가 죽은 후 볼루시아누스는 아우구스투스로 승격되었다. 갈루스와 볼루시아누스의 짧은 통치는 호스틸리아누스의 죽음의 원인이라고 말하는 전염병의 발발과 사산 제국 및 고트인과의 적대감으로 유명했다. 볼루시아누스와 그의 아버지는 253년 8월 로마를 향해 행진하던 찬탈자 아이밀리안의 군대를 두려워한 자신들의 병사들에 의해 살해되었다.

## 같이 보기
- 로마 황제 목록